# Rio Sono
Rio Sono là một đô thị thuộc bang Tocantins, Brasil. Đô thị này có diện tích 6357,117 km², dân số năm 2007 là 6176 người, mật độ 0,97 người/km².